# Begonia ibitiocensis
Espèce
Begonia ibitiocensis est une espèce de plantes de la famille des Begoniaceae.
Elle a été décrite en 2004 par Eliane de Lima Jacques et Maria Candida Henrique Mamede.